# 進涇橋
23°15′28″N 120°55′08″E / 23.257828°N 120.918888°E
進涇橋位於臺灣高雄市桃源區，為省道臺20線南部橫貫公路西段上的重要橋樑之一，該橋樑名稱為紀念南橫公路開闢期間因故身亡的蘇進涇段長而得名，目前進涇橋已於2009年8月莫拉克風災中摧毀，原道路暫時改以箱涵方式跨過野溪，並另利用鄰近新建的明隧道命名為進涇明隧道延續紀念意義。目前進涇橋雖已崩塌，但該橋所在位置也是攀登中央山脈南一段，與南橫三星庫哈諾辛山的登山口而聞名。

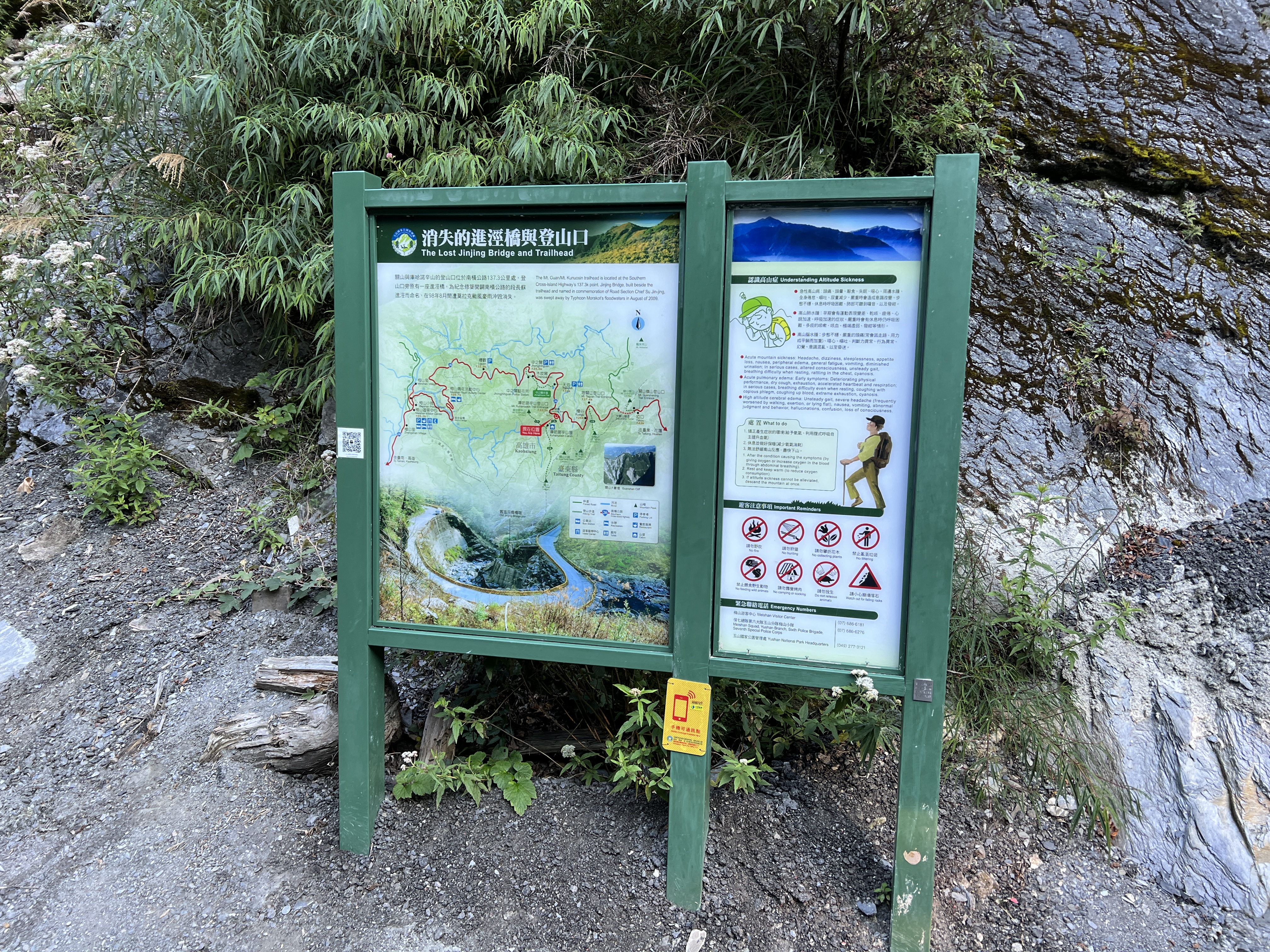
進涇橋舊址與中央山脈南一段登山口解說板。

## 沿革
1968年7月南部橫貫公路開始興建，任職於交通部公路總局的蘇進涇擔任第三區工程處甲仙工務段段長，後續再調任桃源工務段段長，並於1972年蘇進涇段長因開會需要，提前從山區騎乘摩托車下山時，途中遭落石擊中身亡。
1971年1月南橫公路西段138公里處一座跨越野溪的橋梁完工，為紀念蘇進涇段長於南橫公路施工期間罹難，公路總局於1972年將該橋梁命名為進涇橋，1973年11月再於進涇橋旁設立紀念碑。
2009年8月中度颱風莫拉克夾帶西南氣流對臺灣中南部及臺東地區帶來連續降雨，引發嚴重災情，南橫公路全線多處大規模坍方與橋梁斷裂，進涇橋與蘇進涇段長紀念碑也在此次災害中被摧毀，僅存一座橋名柱幸免於難。
爾後公路總局將該路段暫時以箱涵橋的方式搭建臨時便道，暫未有重建橋梁的規劃，而為了延續紀念意義，公路總局特此將137公里處一座新建的明隧道命名為進涇明隧道，該明隧道也是蘇進涇兒子蘇俊銘負責監工建造，於2021年3月完工啟用。

### 臺灣橫貫公路冠以人名的橋樑
- 懷瀞橋（南橫）
- 武雄橋（南橫）
- 靳珩橋（中橫）
- 清泉橋（中橫支線）